# لو اسبيخو
لو إسبيخو مدينة وبلدة تقع في القطاع الجنوبي من مدينة سانتياغو عاصمة تشيلي، تُعدّ جزءًا من المنطقة الحضرية الكبرى لمدينة سانتياغو في إقليم سانتياغو متروبوليتان، وتبلغ مساحتها الإجمالية 7 كيلومترات مربعة، وتتميز بكثافتها السكانية العالية وطابعها السكني .

## نبذه
يعود أصل اسم "Lo Espejo" إلى عائلة إسبانية امتلكت أراضي في المنطقة خلال الحقبة الاستعمارية، ويعني الاسم بالإسبانية "المرآة"، وتُعرف البلدية بتنوعها الثقافي والاجتماعي، كما تضم عددًا من الأحياء التاريخية والأسواق الشعبية.
تأسست بلدية لو إسبيخو رسميًا في القرن العشرين، وتطورت مع توسع العاصمة سانتياغو جنوبًا، تشهد المنطقة تحديات حضرية مثل الكثافة السكانية، إلا أنها تتمتع بموقع استراتيجي قرب طرق رئيسية ومرافق نقل عامة، مما يجعلها منطقة نشطة ومتصلة بباقي أجزاء العاصمة.